# Laffeld
Laffeld is een deelgemeente in de Duitse stad Heinsberg, deelstaat Noordrijn-Westfalen.